# آریگو کولمبو
آریگو کولمبو (ایتالیایی: Arrigo Colombo؛ ۱۹۱۶ – ۱۹۹۸) تهیه‌کننده فیلم و فیلم‌نامه‌نویس اهل ایتالیا بود.
از فیلم‌هایی که وی در تهیه آنها نقش داشته‌است، می‌توان به هفت زیبا، مرشد و مارگاریتا، ساکو و وانزتی، شهر وحشی، به خاطر یک مشت دلار، مزاحم، من کاپاتاز هستم و جادوی سیاه اشاره کرد.